# Więzienie przy ul. Kościelnej (Busko-Zdrój)
Więzienie przy ul. Kościelnej (obecnie ul. Sądowa) w Busku-Zdroju – jedno z czterech więzień i aresztów funkcjonujących w czasie okupacji niemieckiej na terenie Buska-Zdroju. Było zlokalizowane w budynku poklasztornym w bezpośrednim sąsiedztwie Kościoła Niepokalanego Poczęcia Najświętszej Marii Panny. W okresie okupacji niemieckiej budynek stał się miejscem kaźni mieszkańców Kreishauptmannschaft Busko.

## Historia budynku
W latach 1918–1939 mieściły się w nim biura Starostwa Powiatowego Stopnickiego, posterunek Policji Państwowej oraz instytucje państwowe. W czasie okupacji niemieckiej budynek stał się miejscem kaźni mieszkańców Kreishauptmannschaft Busko. Mieściła się w nim również siedziba Polskiej Policji Kryminalnej (Kripo).

## Okres II wojny światowej

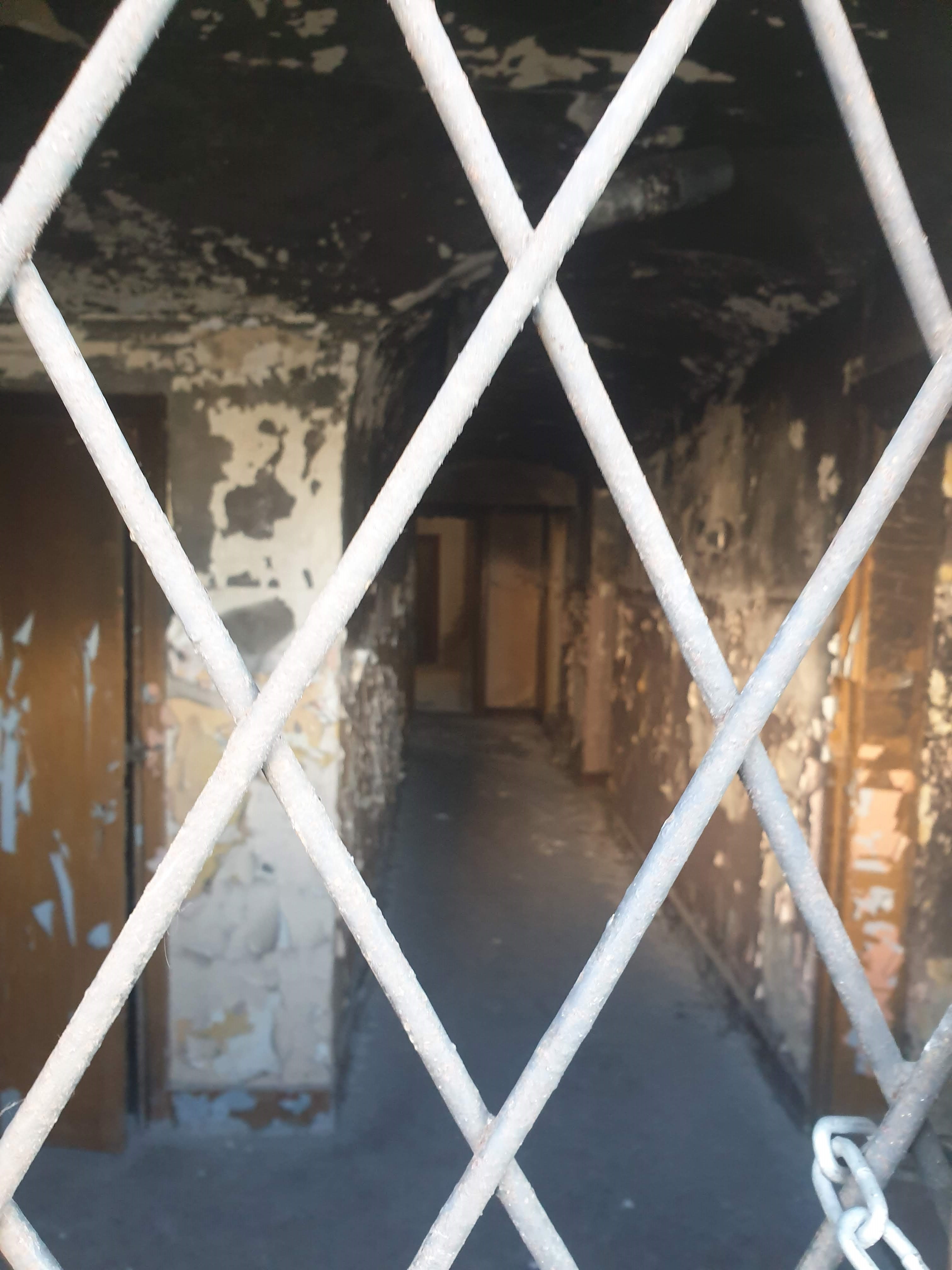
Korytarz wewnątrz więzienia

Liczba osób, które były przetrzymywane w więzieniu przy ul. Kościelnej w Busku-Zdroju, jest trudna do ustalenia. Znaczną część spośród nich stanowili żołnierze Armii Krajowej oraz Batalionów Chłopskich. Przesłuchiwania w więzieniu przy ul. Kościelnej odbywały się co najmniej od 1943 r. Więźniów doprowadzono na nie z aresztu powiatowego oraz z willi dr. Byrkowskiego. Od 1944 r. odbywały się wyłącznie w budynku przy ul. Kościelnej. 
O ile w willi dr. Byrkowskiego panowała okropna duchota, o tyle w piwnicach w budynku na ul. Kościelnej było zimno i wilgotno. Zimową porą zdarzały się przypadki odmrożenia trzeciego stopnia. Strażnicy poddawali więźniów presji psychicznej i torturom. Przesłuchania odbywały się zarówno w dzień, jak i w nocy. Najczęściej brali w nich udział członek Sicherheitspolizei – Johann Hansel oraz zastępca Sądu Specjalnego (Sondergericht) – Max Peter (do lipca 1944 r.). Przy biciu używano bykowców, kijów dębowych oraz kleszczy do ściskania rąk i nóg. Przesłuchiwanym rozgniatano również palce butami oraz wlewano wodę do nosa. Stosowano tzw. huśtawkę – więźnia wieszano na kiju, a następnie go bito. Przy torturach więźniów szczuto również psami, co było charakterystyczną metodą stosowaną zarówno w willi dr. Byrkowskiego, jak i w więzieniu przy ul. Kościelnej.
Część więźniów osadzonych w budynku przy ul. Kościelnej rozstrzelano w Lesie Wełeckim koło Buska-Zdroju. Wśród nich znajdowali się mieszkańcy Nowego Korczyna – żołnierze Podobwodu AK Nowy Korczyn, których aresztowano 23 marca 1944 r. Większość osadzono w areszcie powiatowym w Busku-Zdroju. Na przesłuchania doprowadzano ich najprawdopodobniej do więzienia przy ul. Kościelnej, gdzie poddawano ich rozlicznych torturom. 13 kwietnia 1944 r. na terenie Lasu Wełeckiego rozstrzelano następujących mieszkańców Nowego Korczyna: Stanisława Fornalskiego, Franciszka Gawlika, Lucjana Różyckiego oraz Czesława Różyckiego.
W budynku przy ul. Kościelnej w kwietniu 1944 r. osadzono również mieszkańców Radzanowa, trzech braci Dzik – Józefa, Zygmunta oraz Krzysztofa. Byli zaangażowani w działalność Armii Krajowej. Początkowo więziono ich w willi „Wersal”, a następnie przeniesiono do budynku przy ul. Kościelnej w Busku-Zdroju. Tamże poddawano ich wielogodzinnym torturom, podczas których nikogo nie zdradzili. Następnie przeniesiono ich do więzienia w Kielcach, skąd trafili do KL Gross-Rosen. Wszyscy bracia przeżyli wojnę.
Więźniami osadzonymi w budynku przy ul. Kościelnej byli również żołnierze Armii Krajowej, mieszkańcy Szańca: 33 letni Roman Janik i 33 letni Bolesław Górka. Przez tydzień poddawano im licznym torturom. Górkę oraz Janika rozstrzelano wraz z mieszkańcem Chrabkowa – Stefanem Majchrem w Lesie Wełeckim 15 lub 16 września 1944 r.
W grudniu 1944 r. w więzieniu przy ul. Kościelnej osadzono w jednej celi mieszkańców Równin: Jana Opałkę, Jana Koźbiała, Władysława Molisaka, Stanisława Kaczora z Kawęczyna oraz Jana Grochowskiego ps. „Śmietana” ze wsi Ostrowce. Opałkę, Koźbiała, Kaczora oraz Grochowskiego rozstrzelano 12 stycznia 1945 r. w pobliżu Lasu Wełeckiego. Władysławowi Molisakowi udało się przeżyć egzekucję.
Najprawdopodobniej, w więzieniu przy ul. Kościelnej zakatowano 26 kwietnia 1944 r. por. Jana Jasińskiego ps. „Cmok” – żołnierza Batalionów Chłopskich, organizatora tajnego nauczania w Miernowie w gminie Złota. 12 listopada 1944 r. w budynku więziennym zamordowano również komendanta BCh Obwodu Pińczów – Jana Pszczołę ps. „Wojnar”. Aresztowano go na początku listopada 1944 r. wraz z członkami jego rodziny oraz sztabu powiatowego BCh. Po zakończeniu działań wojennych, ciało Pszczoły (zakopane na dziedzińcu budynku) ekshumowano i pochowano na cmentarzu w Sokolinie. 
Na terenie Kreishauptmannschaft Busko żołnierze Batalionów Chłopskich oraz Armii Krajowej podejmowali próby odbicia więźniów z więzień i aresztów zlokalizowanych na jego obszarze. Jedna z nich miała miejsce w maju 1944 r. Grupa por. Jana Korepta ps. „Nik” uwolniła 47 więźniów przebywających w więzieniu przy ul. Kościelnej w Busku-Zdroju. Wśród nich znajdowało się wielu członków podziemia. Pod pretekstem przekazania żywności dla więźniów, partyzanci weszli na podwórze więzienia. Przekupiony strażnik otworzył im drzwi więzienne. Akcja przebiegła bez zakłóceń. W jej wyniku uwolniono wszystkich więźniów, którzy przedostali się do lasu, a następnie do swoich domów.

## Po wojnie
Po zakończeniu II wojny światowej budynek poklasztorny został przejęty przez Powiatowy Urząd Bezpieczeństwa Publicznego. Pod koniec 1949 r. zlokalizowano w nim sąd grodzki. Jego siedziba mieściła się w nim do 1999 r.

## Upamiętnienie

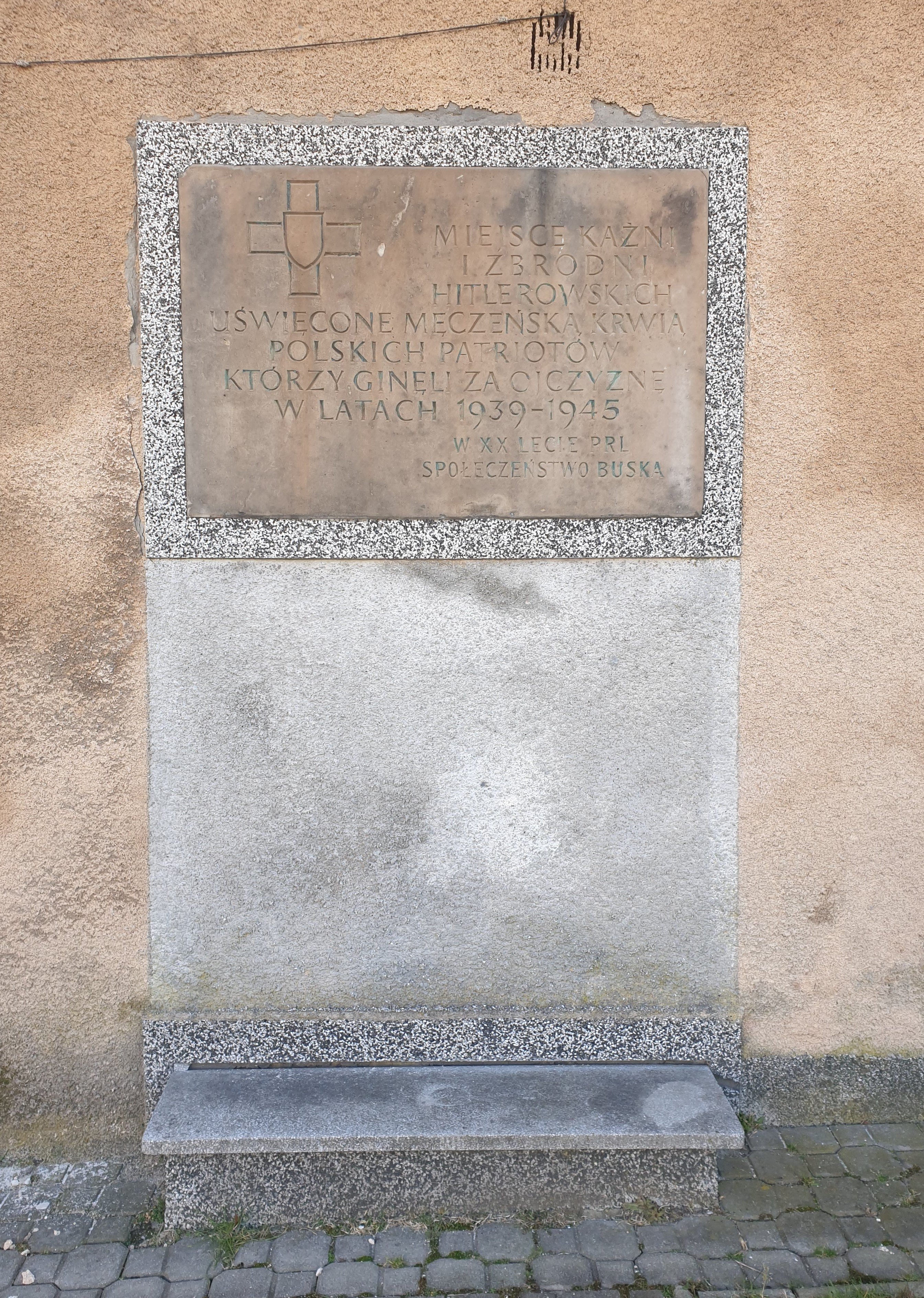
Tablica przed więzieniem na ul. Kościelnej

W 1964 r. przed budynkiem zamontowano tablicę o następującej treści:

Miejsce kaźni i zbrodni hitlerowskich uświęcone męczeńską krwią polskich patriotów którzy ginęli za ojczyznę w latach 1939-1945 w XX lecie PRL społeczeństwo Buska

System więziennictwa na terenie Kreishauptmannschaft Busko jest jednym z przedmiotem badań dr Karoliny Trzeskowskiej-Kubasik w ramach projektu pt. „Terror okupacyjny na ziemiach polskich w latach 1939-1945” zainaugurowanego przez Instytut Pamięci Narodowej.